# Гуго де Ласи, 1-й граф Ольстер
Гуго де Ласи (англ. Hugh de Lacy, 1st Earl of Ulster; ок. 1176 — декабрь 1242) — англо-нормандский аристократ, 1-й граф Ольстер (1205—1210, 1227—1242). Продолжал англо-нормандское завоевание Ирландии.

## Биография
Второй сын Гуго (Хью) де Ласи (ок. 1135—1186), 1-го лорда Мита (1172—1186), от первого брака с Рохезой Монмут. Его отец Гуго де Ласи был одним из баронов, которое сопровождали английского короля Генриха II Плантагенета в 1171 году во время экспедиции в Ирландию. Король пожаловал Гуго де Ласи во владение захваченные земли королевства Миде и назначил его своим наместником в Ирландии.
В 1199 году король Англии Иоанн Безземельный поручил Гуго де Ласи начать войну против другого крупного англо-нормандского барона Джона де Курси, самостоятельно захватившего большую часть Ольстера. Вначале Гуго де Ласи и Джон де Курси сотрудничали в борьбе против Лейнстера и Мунстера, но затем их соперничество переросло в открытую войну. В 1203 году Гуго де Ласи выступил в поход на владения Джона де Курси, который в следующем году был взят в плен и отправлен в Лондон, где его заключили в Тауэр.
В качестве награды английский король Иоанн Безземельный передал Гуго де Ласи все отвоеванные у Джона де Курси владения в Ольстере и Коннахте. 29 мая 1205 года Гуго де Ласи получил от короля титул графа Ольстера и должность королевского наместника. Он вернулся в Ирландию и заставил подчинить короля Тирона.
В 1206—1207 годах началась борьба между Гуго де Ласи, графом Ольстера, и Мейлером Фиц-Генри, юстициарием Ирландии, сторонником Иоанна Безземельного. В этом противостоянии Гуго пользовался поддержкой своего старшего брата Уолтера де Ласи, лорда Мита. Фиц-Генри захватил Лимерик, но вскоре был арестован графом Ольстера. Иоанн Безземельный вызвал в Англию Уолтера де Ласи, лорда Мита, но после плена Мейлера Фиц-Генри вынужден был сохранить за ним его владения. Вскоре Уолтер де Ласи предоставил в Ирландии убежище Уильяма де Браозу и его жене Мод, которые подверглись преследованиям со стороны Иоанна Безземельного. Уильям де Браоз знал о загадочном исчезновении принца Артура Бретонского, внука Генриха II и фактического наследника престола. Жена Уолтера де Ласи, Маргарет де Браоз, обвинила короля в убийстве своего племянника Артура.
В 1210 году король Иоанн Безземельный с 7-тысячной армией предпринял карательный поход в Ирландию. Он высадился в Уотерфорде и через территорию Лейнстера прибыл в Дублин. Оттуда Иоанн разорил и захватил владения рода Ласи в Мите и Ольстере. Замки Дандрум и Каррикфергус, принадлежавшие Гуго де Ласи, были осаждены и взяты. Гуго де Ласи потерпел поражение, был лишен владений и бежал в Шотландию, а оттуда перебрался во Францию. Его старший брат Уолтер де Ласи также лишился владений.
В течение последующих лет Гуго де Ласи принял участие в войнах во Франции. Только в 1221 году он вернулся в Ирландию, заключив союз с родом О’Нил против англичан. В 1226 году его владения в Ольстере были переданы его старшему брату Уолтеру де Ласи. В следующем 1227 году Гуго де Ласи получил назад свои титул и владения в Ирландии.
В декабре 1242 года Гуго де Ласи скончался. Все его сыновья скончались ещё при жизни отца. После смерти Гуго де Ласи титул графа Ольстера вернулся к английской короне.

## Брак и дети
Гуго де Ласи был дважды женат. Его первой женой была Лескелина де Верден (ок. 1178—1234), дочери Бертрана III де Вердена (ок. 1135—1192). У них было два сына и три дочери:
- Уолтер де Ласи (ум. между 1226 и 1242)
- Роджер де Ласи (ум. между 1226 и 1242)
- Матильда де Ласи (ум. 1281), жена Дэвида, барона Нейса
- дочь, ставшая женой Миля де Нангле
- Лейси Роуз (ум. после 1237), жена Алана Галлоуэй (ум. 1234)

Вторично женился на Эммелин, дочери Уолтера де Риделсфорда (ум. 1226), ирландского барона Брея. После смерти Гуго де Ласи Эмелин вторично вышла замуж за сенешаля Гаскони Стефана (ум. 1260), сына Уильяма Длинного Меча, родственника короля Англии Генриха III Плантагенета.